# Фриде, Александр Карлович
Александр Карлович Фриде (1829—1885) — российский юрист, сенатор, тайный советник.
По окончании курса в Императорском училище правоведения, в 1850 году он поступил на службу в Департамент министерства юстиции. В 1855 году он был командирован в Сенат, в состав комиссии для обозрения и исправления счетоводства и отчётности в местах ведомства министерства юстиции, находящихся в Курляндской губернии; в 1856 году он был определён чиновником VII класса для особых поручений при департаменте.
14 января 1859 года А. К. Фриде был назначен обер-секретарём 2-го отделения 3-го департамента сената, а 23 мая 1860 года — 2-го департамента.
Произведённый в чин статского советника, в 1864 году он был определён членом комиссии для пересмотра устава об опеках.
С 1865 года он стал членом московской судебной палаты.
Вместе с производством в чин тайного советника, 1 июня 1872 года ему было повелено присутствовать в Сенате; он заседал сначала в уголовном, а с 1881 года — в гражданском кассационном департаменте.
Умер 23 февраля (7 марта) 1885 года.
Им были напечатаны:
- Положение о несостоятельности торговой и неторговой… — М.: тип. Грачева и К°, 1869. — 108 с.;
- Законы о духовных завещаниях, разъясненные судебною практикою. — М.: тип. Грачева и К°, 1870. — 248 с.